# Hanuszyszki
Hanuszyszki (lit. Onuškis) – miasteczko na Litwie w rejonie trockim, ok. 30 km od Trok i 16 km na południowy wschód od Wysokiego Dworu, 584 mieszkańców (2001). Siedziba gminy Hanuszyszki, litewski pomnik urbanistyki.

## Historia
Podczas okupacji hitlerowskiej, w lipcu 1941 roku Niemcy utworzyli getto dla żydowskich mieszkańców. Przebywało w nim około 300 osób. 21 września 1941 roku Niemcy zlikwidowali getto, a Żydów wywieziono do getta w Panošiškis, by następnie zamordować w lesie Worniki. Sprawcami zbrodni byli żołnierze z Einsatzkommando 3, oraz litewskie służby bezpieczeństwa. Dowodzili Martin Weiss i Ypatingas Burys. 

## Gminy partnerskie
- Gmina Laszki, Polska